# Yann Jouffre
Yann Jouffre (Montélimar, 23 luglio 1984) è un ex calciatore francese, di ruolo centrocampista.